# بارد (کالیفرنیا)
بارد (به انگلیسی: Bard) یک منطقهٔ مسکونی در ایالات متحده آمریکا است که در شهرستان ایمپریال، کالیفرنیا واقع شده‌است. بارد ۴۲ متر بالاتر از سطح دریا واقع شده‌است.